# Wahlgreniella empetri
Wahlgreniella empetri är en insektsart som beskrevs av Richards 1963. Wahlgreniella empetri ingår i släktet Wahlgreniella och familjen långrörsbladlöss. Inga underarter finns listade i Catalogue of Life.